# CS-262
De CS-262 (Carretera Secundaria 262) is een secundaire weg in Andorra. De weg verbindt de CS-260 bij Ransol met de bergen ten noorden van El Tarter. De weg is ongeveer twee kilometer lang.